# Germania, Wisconsin
Germania là một thị trấn thuộc quận Shawano, tiểu bang Wisconsin, Hoa Kỳ. Năm 2010, dân số của thị trấn này là 322 người.